# Ronni Moffitt
Pour les articles homonymes, voir Karpen et Moffitt.
Ronni Karpen Moffitt (née le 10 janvier 1951, morte assassinée le 21 septembre 1976) était une militante politique américaine.

## Biographie
Née dans le New Jersey dans une famille d'origine juive très active politiquement, elle étudia à l'université du Maryland où elle s'impliqua plus encore comme activiste en participant à des manifestations. Après l'université, elle devint conseillère pour des enfants démunis et ensuite enseignante dans une école publique du Maryland. Elle commença alors à travailler à l'Institute for Policy Studies à Washington en tant que collecteur de fonds. Elle contribua à la création de l'organisation Music Carry-Out pour l'enseignement de la musique et la fabrication d'instruments à destination des populations non privilégiées,.
Le 21 septembre 1976, Moffitt et son mari voyageaient en compagnie de l'économiste et opposant chilien Orlando Letelier qui fut ministre des Affaires étrangères de Salvador Allende. Ils se rendaient à l'Institute of Policy Studies lorsqu'une bombe explosa sous leur voiture. Letelier et Moffitt furent tous deux tués. Son mari survécut. Cet attentat avait été exécuté par la DINA, la police politique de la dictature chilienne.
Sa mort et celle de Letelier sont commémorées par une plaque posée au Sheridan Circle à Washington D.C..